# Tonga (1862-1866)
Tonga fue una monarquía constitucional de tipo europea que durante el período de 1862 a 1866 experimentó importantes cambios políticos, sociales y religiosos bajo el reinado de Jorge Tupou I. Después de la reunificación de las islas, que comenzó en 1862, el rey buscó consolidar su poder y establecer un gobierno centralizado.

## Unificación y reformas
Jorge Tupou I, quien ascendió al trono en 1845, continuó su esfuerzo por unificar las islas bajo un solo gobierno. En 1862, implementó reformas administrativas que incluían la creación de un consejo de ministros y la promoción de la educación en lengua inglesa. Estas medidas fueron diseñadas para modernizar el país y fortalecer la monarquía.

## Conflictos internos
A pesar de las reformas, Tonga enfrentó conflictos internos. Los nobles locales, que habían ejercido un gran poder, se opusieron a la centralización del poder. Sin embargo, el rey logró establecer su autoridad, y en 1865, fue capaz de sofocar la resistencia de algunos de los nobles que se oponían a sus reformas. 

## Relaciones exteriores
Durante este período, Tonga también buscó establecer relaciones diplomáticas con otros países. En 1864, el rey Tupou I envió una delegación a Estados Unidos para solicitar reconocimiento y apoyo. Este esfuerzo fue parte de su estrategia para fortalecer la posición de Tonga en el escenario internacional.